# 交響的舞曲 (グリーグ)
『交響的舞曲』（ドイツ語：Symphonische Tänze, ノルウェー語：Symfoniske danser）作品64は、エドヴァルド・グリーグの管弦楽曲。『4つの交響的舞曲』『交響的舞曲集』とも呼ばれる。1896年にピアノ連弾曲として作曲され、1898年に管弦楽編曲を完成した。4つの舞曲からなる管弦楽組曲で、ルドヴィク・リンデマンが採譜した民俗音楽のアンソロジーに依拠している。全曲を通して、ニ長調とその近親調でまとめられている。
管弦楽版の初演はコペンハーゲンで、ヨハン・スヴェンセンの指揮によって行われた。

## 構成
- 第1曲（ト長調、アレグロ・モデラート・エ・マルカート）
- 第2曲（イ長調、アレグレット・グラツィオーソ）
- 第3曲（ニ長調、アレグロ・ジョコーゾ）
- 第4曲（イ短調、アンダンテ ― アレグロ・リゾルート）

演奏時間は順に約6分、約5分、約5分、約10分、計約26分。ただし第3曲、第4曲の繰り返しを行わない場合。

## 楽器編成
ピッコロ、フルート2、オーボエ2、クラリネット2、ファゴット2、ホルン4、トランペット2、トロンボーン3、テューバ、ティンパニ、トライアングル、ハープ、弦五部